# Harvey D. Scott
Harvey David Scott (* 18. Oktober 1818 bei Ashtabula, Ohio; † 11. Juli 1891 in Pasadena, Kalifornien) war ein US-amerikanischer Politiker. Zwischen 1855 und 1857 vertrat er den Bundesstaat Indiana im US-Repräsentantenhaus.

## Werdegang
Harvey Scott besuchte die öffentlichen Schulen seiner Heimat und studierte danach an der Asbury University, der heutigen DePauw University in Greencastle (Indiana). Nach einem anschließenden Jurastudium und seiner Zulassung als Rechtsanwalt begann er in Terre Haute in diesem Beruf zu arbeiten. Außerdem bekleidete er in seiner neuen Heimat einige lokale Ämter.
In den 1850er Jahren schloss sich Scott der kurzlebigen Opposition Party an. Bei den Kongresswahlen des Jahres 1854 wurde er als deren Kandidat im siebten Wahlbezirk von Indiana in das US-Repräsentantenhaus in Washington, D.C. gewählt, wo er am 4. März 1855 die Nachfolge des Demokraten John G. Davis antrat, den er bei der Wahl geschlagen hatte. Bis zum 3. März 1857 konnte er nur eine Legislaturperiode im Kongress absolvieren. Diese war von den Ereignissen im Vorfeld des Bürgerkrieges bestimmt.
Nach seinem Ausscheiden aus dem US-Repräsentantenhaus zog sich Scott aus der Politik zurück. In den folgenden Jahren praktizierte er wieder als Anwalt. Zwischen 1881 und 1884 war er Richter im Vigo County. Im Jahr 1887 zog Harvey Scott nach Kalifornien, wo er am 11. Juli 1891 in Pasadena starb.